# Robert Johansson
Robert Johansson (Lillehammer, 23 marzo 1990) è un saltatore con gli sci norvegese.

## Biografia
Johansson, attivo in gare FIS dal settembre 2006, in Coppa Continentale ha debuttato il 1º marzo 2008 a Vancouver Whistler (23º), ha colto il primo podio il 14 gennaio 2012 a Titisee-Neustadt (3º) e la prima vittoria l'11 marzo successivo a Kuopio. In Coppa del Mondo ha esordito il 29 novembre 2013 a Kuusamo (13º), ha conquistato il primo podio il 4 gennaio 2017 a Innsbruck (2º) e la prima vittoria il 18 marzo successivo a Vikersund. Ai Mondiali di Lahti 2017, suo esordio iridato, si è classificato 16º nel trampolino normale.
Ai Mondiali di volo di Oberstdorf 2018 ha vinto la medaglia d'oro nella gara a squadre ed è stato 9º nella gara individuale e ai successivi XXIII Giochi olimpici invernali di Pyeongchang 2018, suo esordio olimpico, ha vinto la medaglia d'oro nella gara a squadre e quella di bronzo sia nel trampolino normale, sia nel trampolino lungo. L'anno successivo ai Mondiali di Seefeld in Tirol ha vinto la medaglia di bronzo nella gara a squadre mista ed è stato  16º nel trampolino normale, 8º nel trampolino lungo e 5º nella gara a squadre.
Ai Mondiali di volo di Planica 2020 ha vinto la medaglia d'oro nella gara a squadre e si è classificato 5º nella gara individuale, mentre ai Mondiali di Oberstdorf 2021 ha vinto la medaglia d'argento nel trampolino lungo e nella gara a squadre mista e si è classificato 6º nel trampolino normale e 6º nella gara a squadre. Ai XXIV Giochi olimpici invernali di Pechino 2022 si è piazzato 20º nel trampolino normale, 32º nel trampolino lungo, 4º nella gara a squadre e 8º nella gara a squadre mista; ai successivi Mondiali di volo di Vikersund 2022 è stato 30º nella gara individuale e ai Mondiali di Trondheim 2025 si è classificato 19º nel trampolino lungo.

## Palmarès

### Olimpiadi
- 3 medaglie:
  - 1 oro (gara a squadre a Pyeongchang 2018)
  - 2 bronzi (trampolino normale, trampolino lungo a Pyeongchang 2018)

### Mondiali
- 3 medaglie:
  - 2 argenti (gara a squadre mista, trampolino lungo a Oberstdorf 2021)
  - 1 bronzo (gara a squadre mista a Seefeld in Tirol 2019)

### Mondiali di volo
- 2 medaglie:
  - 2 ori (gara a squadre a Oberstdorf 2018; gara a squadre a Planica 2020)

### Coppa del Mondo
- Miglior piazzamento in classifica generale: 5º nel 2018 e nel 2021
- 34 podi (16 individuali, 18 a squadre):
  - 14 vittorie (3 individuali, 11 a squadre)
  - 6 secondi posti (4 individuali, 2 a squadre)
  - 14 terzi posti (9 individuali, 5 a squadre)

#### Coppa del Mondo - vittorie
| Data             | Località          | Nazione   | Trampolino                                                                              |
| ---------------- | ----------------- | --------- | --------------------------------------------------------------------------------------- |
| 18 marzo 2017    | Vikersund         | Norvegia  | Vikersundbakken HS225 (con Daniel-André Tande, Johann André Forfang e Andreas Stjernen) |
| 25 marzo 2017    | Planica           | Slovenia  | Letalnica HS225 (con Johann André Forfang, Anders Fannemel e Andreas Stjernen)          |
| 18 novembre 2017 | Wisła             | Polonia   | Malinka HS134 (con Johann André Forfang, Anders Fannemel e Daniel-André Tande)          |
| 25 novembre 2017 | Kuusamo           | Finlandia | Rukatunturi HS142 (con Anders Fannemel, Daniel-André Tande e Johann André Forfang)      |
| 9 dicembre 2017  | Titisee-Neustadt  | Germania  | Hochfirst HS142 (con Daniel-André Tande, Anders Fannemel e Johann André Forfang)        |
| 10 marzo 2018    | Oslo Holmenkollen | Norvegia  | Holmenkollen HS134 (con Daniel-André Tande, Andreas Stjernen e Johann André Forfang)    |
| 17 marzo 2018    | Vikersund         | Norvegia  | Vikersundbakken HS225 (con Daniel-André Tande, Johann André Forfang e Andreas Stjernen) |
| 18 marzo 2018    | Vikersund         | Norvegia  | Vikersundbakken HS225                                                                   |
| 24 marzo 2018    | Planica           | Slovenia  | Letalnica HS240 (con Daniel-André Tande, Andreas Stjernen e Johann André Forfang)       |
| 9 marzo 2019     | Oslo Holmenkollen | Norvegia  | Holmenkollen HS134 (con Johann André Forfang, Robin Pedersen e Marius Lindvik)          |
| 10 marzo 2019    | Oslo Holmenkollen | Norvegia  | Holmenkollen HS134                                                                      |
| 7 marzo 2020     | Oslo Holmenkollen | Norvegia  | Holmenkollen HS134 (con Johann André Forfang, Daniel-André Tande e Marius Lindvik)      |
| 23 gennaio 2021  | Lahti             | Finlandia | Salpausselkä HS130 (con Marius Lindvik, Daniel-André Tande e Halvor Egner Granerud)     |
| 24 gennaio 2021  | Lahti             | Finlandia | Salpausselkä HS130                                                                      |

#### Torneo dei quattro trampolini
- 2 podi di tappa[1]:
  - 1 secondo posto
  - 1 terzo posto

### Coppa Continentale
- Miglior piazzamento in classifica generale: 8º nel 2012
- 6 podi:
  - 1 vittoria
  - 2 secondi posti
  - 3 terzi posti

#### Coppa Continentale - vittorie
| Data          | Località | Nazione   | Trampolino  |
| ------------- | -------- | --------- | ----------- |
| 11 marzo 2012 | Kuopio   | Finlandia | Puijo HS127 |